# Ґунфу-кіборг
Ґунфу-кіборг — науково-фантастичний бойовик Гонконгу 2009 року режисера Джеффрі Лау.

## Про фільм
У близькому майбутньому Де Мін стане одним із головних правоохоронців Китаю. Він — кіборг, створений для виконання завдань, надто небезпечних традиційними методами. І є першим у «Серії К» Дослідницького бюро TN — революційним кібернетичним організмом, запрограмованим на повноцінну суспільну свідомість.
Розриваючись між зв'язком із людством і усвідомленням того, що він ніколи не стане його частиною, Де Мін повинен знайти в собі сили перемогти групу кіборгів-вбивць, які обложили місто, щоб помститися за його зраду кіборгам.

## Знімались
| Актор        | Роль       |
| ------------ | ---------- |
| Ху Цзюнь     | Сюй Дайчуй |
| Сунь Лі      | Чжоу Сумей |
| Алекс Фонг   | Де Мін/К-1 |
| Ган Вей      | Чжоу Суцін |
| Рональд Ченг | Цзян       |
| Ву Цзін      | K-88       |
| Ерік Цанг    | Лінь Сян   |
| Лав Кар-їнг  | Їн Мін     |
| Лі Кін-Чн    | Ю Гуа      |